# Associazione Calcio Novara 1943-1944
Questa voce raccoglie le informazioni riguardanti l'Associazione Calcio Novara nelle competizioni ufficiali della stagione 1943-1944.

## Stagione
Il Novara dà la sua adesione e si iscrive al torneo di Divisione Nazionale dopo aver ottenuto in prestito i calciatori Barrera (Ascoli), Cavigioli e Falzotti (Sparta), Coltella (Spezia), Demaría (Ambrosiana-Inter), Mariani (Brescia) e Pondrano (Padova)

## Rosa
| N. |                    | Ruolo | Calciatore        |
| -- | ------------------ | ----- | ----------------- |
|    | Italia (bandiera)  | D     | Alfonso Ambrogio  |
|    | Uruguay (bandiera) | A     | Evaristo Barrera  |
|    | Italia (bandiera)  | P     | Edmondo Bielli    |
|    | Italia (bandiera)  | C     | Marco Borrini     |
|    | Italia (bandiera)  | P     | Angelo Caimo      |
|    | Italia (bandiera)  | C     | Emidio Cavigioli  |
|    | Italia (bandiera)  | C     | Vincenzo Coltella |
|    | Italia (bandiera)  | A     | Attilio Demaria   |
|    | Italia (bandiera)  | C     | Aldo Falzotti     |

| N. |                   | Ruolo | Calciatore          |
| -- | ----------------- | ----- | ------------------- |
|    | Italia (bandiera) | D     | Giuseppe Galimberti |
|    | Italia (bandiera) |       | Giovannini          |
|    | Italia (bandiera) | C     | Giuseppe Mainardi   |
|    | Italia (bandiera) | C     | Felice Mariani      |
|    | Italia (bandiera) | A     | Giuseppe Molina     |
|    | Italia (bandiera) | A     | Cosimo Muci         |
|    | Italia (bandiera) | A     | Piero Pombia        |
|    | Italia (bandiera) | D     | Aldo Pondrano       |
|    | Italia (bandiera) | D     | Francesco Rosetta   |